# Tytus Sosnowski
Tytus Sosnowski (ur. 12 czerwca 1946 w Lublinie) − polski psycholog, profesor nauk humanistycznych, pracownik Instytutu Psychologii Wydziału Filozofii i Nauk Społecznych Uniwersytetu Mikołaja Kopernika, członek Katedry Psychologii Poznawczej i Porównawczej, zajmujący się psychofizjologią, psychometrią i metodologią badań psychologicznych.

## Kariera naukowa
W roku 1974 ukończył studia wyższe na Wydziale Filozofii Chrześcijańskiej (specjalizacja filozoficzno-psychologiczna) Katolickiego Uniwersytetu Lubelskiego. Następnie odbył studia doktoranckie na Wydziale Psychologii Uniwersytetu Warszawskiego (promotor Jan Strelau), zakończone w roku 1978 uzyskaniem stopnia doktora nauk humanistycznych. W roku1990, na podstawie rozprawy Wzorce aktywności psychofizjologicznej w warunkach krótkotrwałego stresu antycypacyjnego, uzyskał stopień doktora habilitowanego nauk w zakresie psychologii. W roku 2005 uzyskał tytuł profesora nauk humanistycznych. 
Od roku 1978 do 2016 był zatrudniony na Wydziale Psychologu UW, kolejno na stanowiskach: starszego asystenta, adiunkta, profesora UW i profesora zwyczajnego. W latach 2005-2008 pełnił funkcję prodziekana ds. naukowych. Równocześnie z pracą na UW pracował okresowo, na część etatu, na Wydziale Nauk o Wychowaniu Uniwersytetu Łódzkiego (lata: 1991-1994) oraz na Wydziale Pedagogiki i Psychologii Uniwersytetu Marii Curie-Skłodowskiej w Lublinie (lata: 2002-2003). 
W roku 2016 podjął pracę na Uniwersytecie Mikołaja Kopernika (UMK) w Toruniu, gdzie współtworzył nowy kierunek psychologii na Wydziale Humanistycznym (obecnie Wydział Filozofii i Nauk Społecznych). Pracuje tam do chwili obecnej na stanowisku profesora zwyczajnego. 

## Wybrane publikacje
- Sosnowski, T. (1983). Sources of uncertainty and psychophysiological state changes under conditions of noxious stimulus anticipation. Biological Psychology, 17, 297-309.
- Sosnowski, T. (1988). Patterns of skin conductance and heart rate changes under anticipatory stress conditions. Journal of Psychophysiology, 2, 231-238.
- Sosnowski, T. i Strelau, J. (1988). Threat, anxiety, and sensory deprivation. W: C. D. Spielberger, I. G. Sarason, i P. B. Defares (red.), Stress and anxiety (t. 9, ss. 103-114). Washington, DC: Hemisphere.
- Sosnowski, T., Nurzyńska, M. i Połeć, M. (1991). Active-passve coping and skin conductance and heart rate changes. Psychophysiology, 28, 665-672.
- Forgays, D., Sosnowski, T., & Wrześniewski, K. (red.) (1992). Anxiety: Recent developments in cognitive, psychophysiological, and health research. Washington: Hemisphere.
- Sosnowski, T. i Zimmer, K. (red.) (1993). Metody psychofizjologiczne w badaniach psychologicznych. Warszawa: PWN.
- Sosnowski, T. (2000). Psychofizjologia. W: J. Strelau (red.), Psychologia: Podręcznik akademicki (t. 1, ss. 131-178). Gdańsk: Gdańskie Wydawnictwo Psychologiczne.
- Sosnowski, T. (2002). Zadania umysłowe a aktywność sercowo-naczyniowa. Gdańsk: Gdańskie Wydawnictwo Psychologiczne.
- Wrześniewski, K., Sosnowski, T., Matusik, D. (2002). Inwentarz Stanu i Cechy Lęku – Polska adaptacja STAI – Podręcznik (wydanie drugie, rozszerzone). Warszawa: Pracownia Testów Psychologicznych PTP.
- Sosnowski, T., Krzywosz-Rynkiewicz, B., Roguska, J. (2004). Program running versus problem solving: Mental task effect on tonic heart rate. Psychophysiology, 41, 467-475.
- Halecka, I., Sosnowski, T. (red) (2006). Psichologia zdorovia: Teoria i praktika. Lwów: Wydawniczyj Centr Lwiwskogo Narodnowo Uniwersyteta im. I. Franka.
- Sosnowski, T., Jaśkowski, P. (2008). Podstawy psychofizjologii. W: J. Strelau i D. Doliński (red.), Psychologia: Podręcznik akademicki (t. 2, ss. 643-679 ). Gdańsk: Gdańskie Wydawnictwo Naukowe.
- Sosnowski, T., Rynkiewicz, A. (2008). RUN/EDIT information processing mode and phasic cardiac acceleration. Psychophysiology, 45, 1079-1085.
- Sosnowski, T. (red.). (2010). Zaawansowane metody statystyczne (numer specjalny). Psychologia społeczna, 5(2-3).
- Sosnowski, T.,  Bala, A., Rynkiewicz, A. (2010). Mental task demands and cardiovascular response patterns. Biological Psychology, 84, 264-271. https://doi.org/10.1016/j.biopsycho.2010.02.003
- Sosnowski, T., Sobota, A., Rynkiewicz, A. (2012). Program running versus problem solving: two patterns of Cardiac response. International Journal of Psychophysiology, 86, 187-193. https://doi.org/10.1016/j.ijpsycho.2012.09.004
- Sosnowski, T., Rynkiewicz, A., Wordecha, M., Kępkowicz, A., Majewska, A., Pstrągowska, A., Oleksy, T., Wypych, M., Marchewka, A. (2017). Patterns of brain and cardiovascular activation while solving rule-discovery and rule-application numeric tasks. International Journal of Psychophysiology, 117, 65–74.  https://doi.org/10.1016/j.ijpsycho.2017.04.006.
- Sosnowski, T., Jarmakowska-Kostrzanowska, L. (2020). Do czego potrzebna jest moc statystyczna testu? W: M. Trojan, M. Gut (red.). Nowe technologie i metody w psychologii (ss. 449-470). Warszawa: Liberi Libri

## Współpraca międzynarodowa
Współpracuje z Narodowym Uniwersytetem im. Iwana Franki we Lwowie, prowadzi wykłady na kilku innych uniwersytetach (m.in. w Glasgow, Tromsø, Buenos Aires).